# George MacKay
George MacKay, född 13 mars 1992 i London i England, är en brittisk skådespelare.
MacKay föddes i London. Hans mor Kim Baker är kostymdesigner och fadern Paul MacKay ljustekniker. 2002 blev MacKay upptäckt av en talangscout då han gick på The Harrodian School. Han fick 2003 en roll i P.J. Hogans film Peter Pan. 2019 spelade han rollen som Vicekorpral Will Schofield i filmen 1917, regisserad av Sam Mendes, som på Oscarsgalan 2020 vann tre priser.

## Filmografi i urval
| År   | Titel                          | Roll                                 | Notering                              |
| ---- | ------------------------------ | ------------------------------------ | ------------------------------------- |
| 2003 | Peter Pan                      | Curly                                |                                       |
| 2004 | Rose and Maloney               | Young Calum                          | 1 episode                             |
| 2005 | Footprints in the Snow         | Nathan Hill                          | TV                                    |
| 2006 | The Thief Lord                 | Riccio                               |                                       |
| 2006 | Johnny and the Bomb            | Johnny Maxwell                       | TV                                    |
| 2006 | Tsunami: The Aftermath         | Adam Peabody                         | TV                                    |
| 2007 | The Old Curiosity Shop         | Kit Nubbles                          | TV                                    |
| 2008 | Motstånd                       | Aron Bielski                         |                                       |
| 2009 | The Boys Are Back              | Harry                                |                                       |
| 2011 | Hunky Dory                     | Jake Zeppi                           |                                       |
| 2012 | Birdsong                       | Private Douglas                      | TV                                    |
| 2012 | The Best of Men                | Private William Heath                | TV                                    |
| 2012 | Private Peaceful               | Private Tommo Peaceful               |                                       |
| 2013 | How I Live Now                 | Eddie                                |                                       |
| 2013 | Sunshine on Leith              | Davy                                 |                                       |
| 2013 | For Those in Peril             | Aaron                                | Scottish BAFTA winner Best Actor 2013 |
| 2013 | Breakfast With Jonny Wilkinson | Jake                                 |                                       |
| 2014 | Pride                          | Joe "Bromley" Cooper                 |                                       |
| 2014 | Bypass                         | Tim                                  |                                       |
| 2015 | The Outcast                    | Lewis Aldridge                       | TV                                    |
| 2016 | Captain Fantastic              | Bodevan                              | Film                                  |
| 2016 | 11.22.63                       | Bill Turcotte                        | TV                                    |
| 2019 | 1917                           | Vicekorpral William "Will" Schofield | Film                                  |